# Escapology
Escapology es el nombre del quinto álbum de estudio grabado por el cantautor británico Robbie Williams, y el último en colaboración con el productor y coautor de las letras, Guy Chambers. Fue lanzado al mercado por EMI el 18 de noviembre de 2002, las críticas fueron buenas por parte de los fanes y parte de la crítica tienen la opinión que Escapology se trata de una obra maestra.
Los singles más exitosos lanzados del álbum fueron "Feel" y "Something Beautiful". Escapology fue probablemente concebido como un álbum de conceptos debido a sus que sus letras reflejan la vida de Williams como una estrella del pop en Los Ángeles, particularmente en sus esperanzas ("Hot Fudge") y temores ("Monsoon").

## Listado de canciones

### Edición internacional
1. "How Peculiar" – 3:13
2. "Feel" – 4:22
3. "Something Beautiful" – 4:48
4. "Monsoon" – 3:46
5. "Sexed Up" – 4:19
6. "Love Somebody" – 4:10
7. "Revolution" (featuring Rose Stone) – 5:44
8. "Handsome Man" – 3:54
9. "Come Undone" – 4:38
10. "Me And My Monkey" – 7:12
11. "Song 3" – 3:48
12. "Hot Fudge" – 4:05
13. "Cursed" – 4:01
14. "Nan's Song" – 3:52

Además, dos pistas ocultas siguen a "Nan's Song". La primera está relacionada con el estado de la sociedad, "Save the Children", la única línea del estribillo; sin embargo, es idéntica a la última canción de la versión estadounidense, llamada "How Peculiar (Reprise)". La segunda está relacionada con los pensamientos abstractos de Williams durante una cita con una aburrida novia, "I Tried Love".

### Estados Unidos
Todas las canciones escritas por Robbie Williams y Guy Chambers, excepto las indicadas.
1. "Feel"
2. "Monsoon"
3. "Sexed Up"
4. "Get a Little High" (Williams/Boots Ottestad)
5. "Come Undone" (Williams)
6. "Something Beautiful"
7. "Love Somebody"
8. "Revolution"
9. "How Peculiar"
10. "One Fine Day" (Williams)
11. "Me and My Monkey"
12. "Handsome Man" (Williams/Chambers/Adrian Deevoy)
13. "Nan's Song" (Williams)
14. "How Peculiar (Reprise)"

La versión estadounidense, por Virgin Records, cambia el orden de las canciones, quitando "Song 3", "Hot Fudge", "Cursed" y la pista oculta, añadiendo "Get a Little High", "One Fine Day" y la primera pista oculta como la última canción del álbum, titulándola "How Peculiar (Reprise)".